# Костигін Лог
Кости́гін Лог (рос. Костыгин Лог) — село у складі Цілинного округу Курганської області, Росія.
Населення — 833 особи (2010, 1120 у 2002).
Національний склад станом на 2002 рік:
- росіяни — 91 %